# 扎基特
49°59′5″N 26°21′42″E / 49.98472°N 26.36167°E
扎基特（烏克蘭語：Закіт），是烏克蘭西部的村莊，隸屬赫梅利尼茨基州的舍佩蒂夫卡區。該村始建於1990年，面積0.24平方公里，海拔高度239米，2001年人口47，人口密度每平方公里195.8人。